# Polycyrtus herrerai
Polycyrtus herrerai är en stekelart som beskrevs av Zuniga 2004. Polycyrtus herrerai ingår i släktet Polycyrtus och familjen brokparasitsteklar. Inga underarter finns listade i Catalogue of Life.